# Nemșa
Nemșa (deutsch und siebenbürgisch-sächsisch Nimesch, ungarisch Nemes) ist ein Dorf im Kreis Sibiu in Siebenbürgen, Rumänien. Es gehört zur Gemeinde Moșna (Meschen).

## Lage
Der Ort liegt 14 km südöstlich von Mediaș (Mediasch) in einem engen Seitental der Târnava Mare (Große Kokel). Im Umland befinden sich zahlreiche Obstgärten und Weinberge.
Ackerbau und Viehzucht bilden wie vielerorts in Siebenbürgen den Mittelpunkt des Lebens. Der humusreiche, fruchtbare Boden ist ergiebig und lässt die Ernte reichlich ausfallen. Hervorzuheben waren schon immer die „Nimescher Weine“, welche den Ort auch bekannt gemacht haben. Auf den Feldern wachsen Mais, Weizen, Kartoffeln, Bohnen, Zuckerrüben, auch anderes Saatgut wird angepflanzt.

## Geschichte

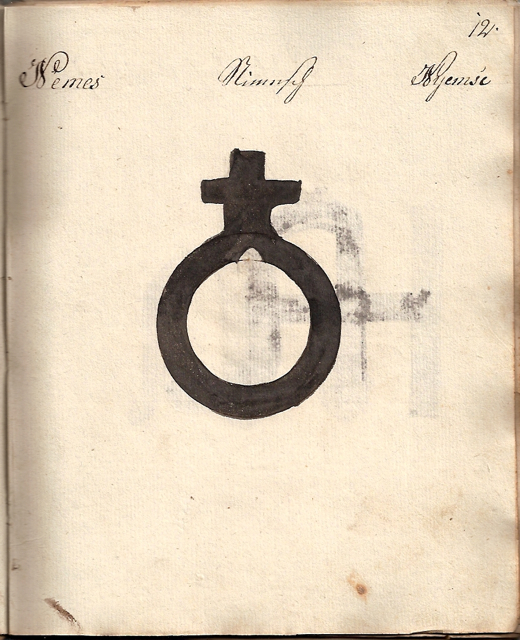

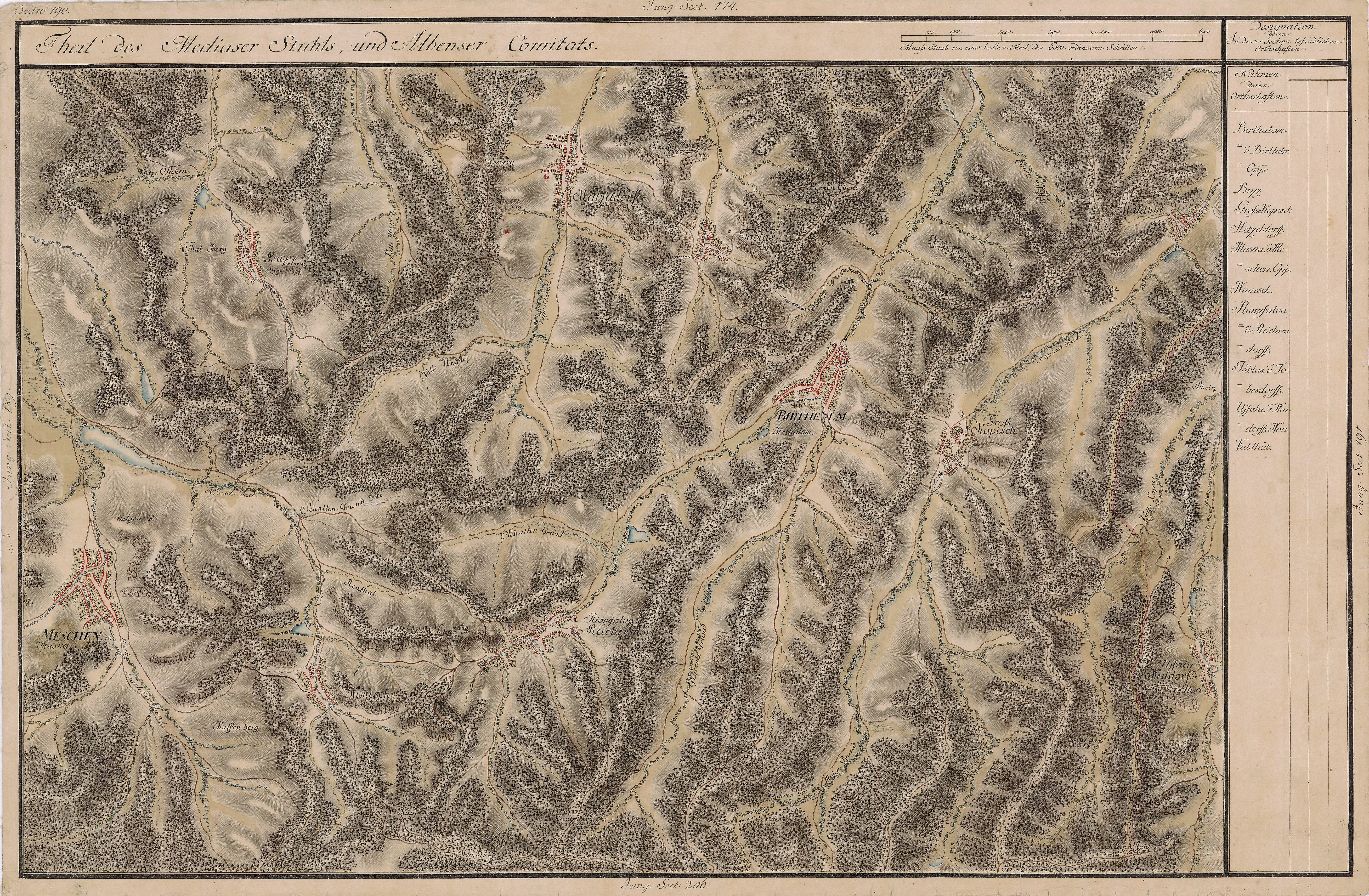
Nimesch in der Josephinischen Landesaufnahme von Siebenbürgen von 1769 bis 1773

Nemșa im Winter – Kirchturm und Schule, Januar 1954

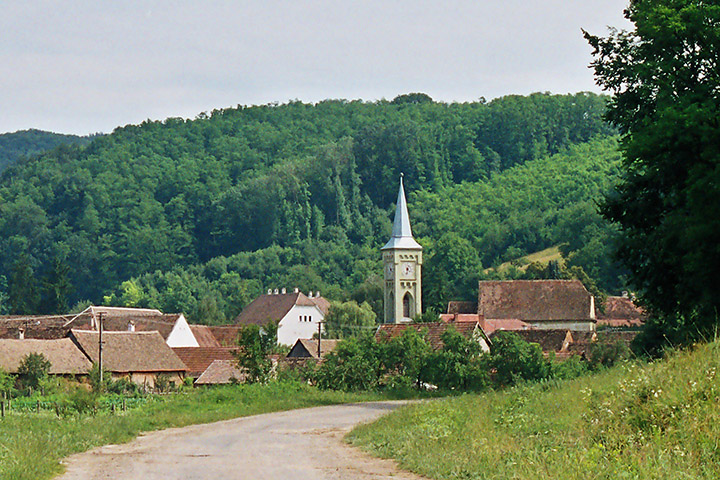
Nemșa im Sommer – Ortseinfahrt im Jahr 2006

Nimescher Taufbecken (jetzt in der ev. Kirche in Mediasch)

Die erste urkundliche Erwähnung stammt aus dem Jahr 1359. An der Versammlung des Mediascher Stuhls, die sich mit dem Hattertstreit zwischen Wölz und Baaßen beschäftigte, nahm von der Gemeinde Nimesch der Gräf Jakob mit allen Ältesten teil („comes Jacobus cum omnibus senioribus de villa Nymps“). Die Stuhlversammlung sandte an die Hermannstädter Provinzialversammlung in dieser Angelegenheit unter anderen auch den Gräfen Roymarus von Nimesch („comes Roymarus de Nympz“). Aus dieser Nennung ist zu erfahren, dass die Gemeinde von Gräfen im Verein mit den Ältesten geführt wurde und Nimesch damals eine freie Gemeinde des Mediascher Stuhls war.
Durch die Hermannstädter Provinz der 7 Stühle wurde 1395 den Meschenern untersagt, ihr Vieh in der Sommerzeit auf den Hattert von Nimesch zu treiben, da dort Wassermangel sei.
1532 wurde in einem Gemeindeverzeichnis erwähnt, dass Nymys von 40 Wirten bewohnt ist.
Im Juli 1686 richteten habsburgische Söldner aus der Truppe von General Scherffenberg ein Massaker unter der Nimescher Bevölkerung an. Diese hatte sich beim Herannahen der Soldaten in die Kirchenburg geflüchtet. Weil die Dorfbewohner die hohen Forderungen nach Lieferungen für das Heer nicht erfüllen konnten, brachen die Soldaten in die Burg ein und töteten die meisten. Ein Anonymus berichtet: "Ihre Festung wurde, weil die Bauern nicht alles Verlangte geben konnten, erbrochen und die armen Leute meist niedegehauen, die übrigen sprangen über die Mauern". Und weiter: "Die Kirche aber und was sie innerhalb der Mauern in Verwahrung hatte, wurde alles rein ausgeplündert. Auch alles Vieh und was ihnen sonst anstand mitgenommen". Es wird berichtet, dass es auch noch neun Jahre danach nur 9 Wirte in Nimesch gab.
Im Jahre 1694 wurde der Gemeinde wegen eines Brandschadens ein Stuhls-Steuernachlass gewährt. 1824 errichtete man ein evangelisches Gemeindehaus. 1869 wurde an die Stelle eines Befestigungsturms ein neuer Glockenturm gebaut.

## Bevölkerung
Heute sind die meisten Einwohner Roma und Rumänen. Durch Auswanderung nahm der Anteil der deutschen Bevölkerung stetig ab. Im Jahr 1995 lebten noch 18 Siebenbürger Sachsen in Nimesch.

## Ortsname
Der Name ist abzuleiten von dem ungarischen Wort nemes = Adeliger.
Folgende Ortsnamen sind urkundlich feststellbar:
- 1359 Nyms und Nympz
- 1395 villa Nymisch
- 1532 Nymys
- 1694 Nimes

## Persönlichkeiten
- Stephan Ludwig Roth war von 1837 bis 1847 Pfarrer in Nimesch.
- Konrad Andreas Maiterth (1884–1940), Pfarrer und Heimatforscher

## Sage
Nimesch liegt zwischen Reichesdorf und Meschen. Dieser Grund war einst herrenlos. Da kamen deutsche Aussiedler, sahen sich die Gegend an, und da sie ihnen zum Ackerbau und Viehzucht geeignet erschien, wollten sie sich hier gerne ansiedeln. Um aber mit den Nachbarn in keinen Streit zu geraten, baten sie sowohl in Meschen als auch in Reichesdorf um Erlaubnis, die Gegend in Besitz zu nehmen. Die Antwort, die sie bekamen war 'nimm es'. So bekamen sie den Grund und nannten die neue Siedlung Nimes oder Nimesch.